# 吕讷巴赫
吕讷巴赫是德国莱茵兰-普法尔茨州的一个市镇。总面积10.27平方公里，总人口575人，其中男性275人，女性300人（2011年12月31日），人口密度56人/平方公里。